# Podospora austrohemisphaerica
Podospora austrohemisphaerica är en svampart som beskrevs av N. Lundq. 1999. Podospora austrohemisphaerica ingår i släktet Podospora och familjen Lasiosphaeriaceae.   Inga underarter finns listade i Catalogue of Life.